# Harry Burgess
Harry Burgess (Alderley Edge, Inglaterra, 20 de agosto de 1904 - Wilmslow, Inglaterra, 6 de octubre de 1957) fue un futbolista inglés. Se desempeñaba en la posición de delantero.

## Selección nacional
Fue internacional con la selección de fútbol de Inglaterra en 4 ocasiones y marcó 4 goles. Debutó el 20 de octubre de 1930, en un encuentro amistoso ante la selección de Irlanda del Norte que finalizó con marcador de 5-1 a favor de los ingleses.

## Clubes
| Club                | País       | Año         |
| ------------------- | ---------- | ----------- |
| Stockport County    | Inglaterra | 1925 - 1929 |
| Sheffield Wednesday | Inglaterra | 1929 - 1935 |
| Chelsea F. C.       | Inglaterra | 1935 - 1942 |